# Estrogen

Estradiol. Lưu ý một nhóm hydroxyl được gắn vào vòng D. 'Di' đề cập đến cả hydroxyl này và hydroxyl trên vòng A (ngoài cùng bên trái).

Estriol. Chú ý hai nhóm hydroxyl (-OH) được đính vào vòng D (vòng 5 cạnh bên phải).

Estrone. Chú ý nhóm ketone (=O) được đính vào vòng D.

Estrogen là một nhóm các hợp chất steroid đóng vai trò là hormone sinh dục cái chính ở hầu hết các động vật có xương sống. Estrogen là hormone tình dục nữ và chịu trách nhiệm phát triển và các quy định của hệ thống sinh sản nữ và đặc điểm giới tính thứ cấp. Estrogen cũng có thể chất bất kỳ, tổng hợp tự nhiên hoặc bắt chước tác dụng của nội tiết tố tự nhiên. Các steroid 17β-estradiol là estrogen nội sinh mạnh nhất và phổ biến, nhưng một số chất chuyển hóa của estradiol cũng có hoạt động nội tiết tố estrogen. Estrogen tổng hợp được sử dụng như là một phần của một số thuốc uống tránh thai, trong liệu pháp thay thế estrogen cho phụ nữ sau mãn kinh, và trong liệu pháp thay thế hormone cho phụ nữ chuyển giới.
Tên estrogen gồm 2 phần, tiền tố estro- từ tiếng Hy Lạp οἶστρος (oistros, theo nghĩa đen có nghĩa là "cảm hứng", theo nghĩa bóng là mong muốn hay niềm đam mê tình dục), và hậu tố -gen có nghĩa là "nhà sản xuất".